# Dębówka (rejon czortkowski)
Dębówka – wieś na Ukrainie w rejonie czortkowskim należącym do obwodu tarnopolskiego.